# Tercera División de Chile 2009
Tercera División de Chile 2009 var den tredje högsta divisionen för fotboll i Chile för säsongen 2009. Divisionen bestod av 16 lag uppdelade i två grupper om åtta lag per grupp. Lagen i gruppen mötte varandra inbördes två gånger vilket gav totalt 14 matcher per lag. De fyra främsta i varje grupp gick sedan vidare till en andra omgång. I den andra omgången mötte alla lag varandra två gånger, vilket gav ytterligare 14 matcher per lag, och vinnaren gick upp i Primera B 2011. De lag som inte gick vidare till den andra omgången, gick istället vidare till en nedflyttningsomgång.

## Första omgången
De sexton deltagande lagen delades i den första omgången upp i två grupper med åtta lag i varje grupp, där alla lag mötte varandra inom gruppen två gånger, vilket gav 14 matcher för varje lag. De fyra främsta lagen gick därefter vidare till en andra omgång, medan de fyra sämsta i varje grupp gick vidare till en nedflyttningsserie.
| Nr | Lag                  | S  | V | O | F | GM | IM | MS  | P  |
| -- | -------------------- | -- | - | - | - | -- | -- | --- | -- |
| 1  | Magallanes           | 14 | 9 | 2 | 3 | 26 | 16 | +10 | 29 |
| 2  | Trasandino           | 14 | 6 | 5 | 3 | 23 | 16 | +7  | 23 |
| 3  | Unión Quilpué        | 14 | 6 | 3 | 5 | 24 | 23 | +1  | 21 |
| 4  | AGC Provincial       | 14 | 6 | 2 | 6 | 18 | 19 | −1  | 20 |
| 5  | Barnechea            | 14 | 5 | 5 | 4 | 16 | 16 | 0   | 20 |
| 6  | Deportes Ovalle      | 14 | 4 | 5 | 5 | 14 | 13 | +1  | 17 |
| 7  | Municipal Mejillones | 14 | 4 | 4 | 6 | 17 | 21 | −4  | 16 |
| 8  | Deportes Peñalolén   | 14 | 1 | 4 | 9 | 16 | 30 | −14 | 7  |

| Nr | Lag               | S  | V | O | F | GM | IM | MS | P  |
| -- | ----------------- | -- | - | - | - | -- | -- | -- | -- |
| 1  | Deportes Temuco   | 14 | 7 | 5 | 2 | 23 | 15 | +8 | 26 |
| 2  | Unión Temuco      | 14 | 5 | 7 | 2 | 26 | 17 | +9 | 22 |
| 3  | Iberia            | 14 | 5 | 7 | 2 | 19 | 14 | +5 | 22 |
| 4  | San Antonio Unido | 14 | 4 | 5 | 5 | 18 | 20 | −2 | 17 |
| 5  | Colchagua         | 14 | 4 | 5 | 5 | 13 | 19 | −6 | 17 |
| 6  | Linares Unido     | 14 | 3 | 7 | 4 | 16 | 18 | −2 | 16 |
| 7  | Deportes Valdivia | 14 | 4 | 3 | 7 | 17 | 20 | −3 | 15 |
| 8  | Fernández Vial    | 14 | 3 | 3 | 8 | 14 | 23 | −9 | 12 |

## Andra omgången
I den andra omgången spelade samtliga lag mot varandra två gånger, vilket gav 14 matcher per lag. Därefter flyttades det bäst placerade laget upp till Primera B, medan de andra lagen fick spela vidare i Tercera División nästa säsong.
Lag 1: Till Primera B 2010.
| Nr | Lag               | S  | V  | O | F  | GM | IM | MS  | P  |
| -- | ----------------- | -- | -- | - | -- | -- | -- | --- | -- |
| 1  | Unión Temuco      | 14 | 10 | 3 | 1  | 42 | 16 | +26 | 33 |
| 2  | Iberia            | 14 | 9  | 4 | 1  | 21 | 7  | +14 | 31 |
| 3  | Deportes Temuco   | 14 | 7  | 2 | 5  | 28 | 18 | +10 | 23 |
| 4  | Trasandino        | 14 | 6  | 2 | 6  | 23 | 21 | +2  | 20 |
| 5  | Magallanes        | 14 | 6  | 1 | 7  | 25 | 19 | +6  | 19 |
| 6  | Unión Quilpué     | 14 | 4  | 1 | 9  | 15 | 32 | −17 | 13 |
| 7  | AGC Provincial    | 14 | 3  | 4 | 7  | 18 | 36 | −18 | 13 |
| 8  | San Antonio Unido | 14 | 2  | 1 | 11 | 17 | 40 | −23 | 7  |

## Nedflyttningsserier
Lagen i vardera nedflyttningsgrupp mötte varandra två gånger, en gång hemma och en gång borta, vilket gav sex matcher för varje lag. Det näst sämsta laget i varje division gick därefter vidare till ett nedflyttningskval, medan det sista laget i varje grupp åkte ner till den fjärde högsta divisionen.
| Nr | Lag                  | S | V | O | F | GM | IM | MS  | P  |
| -- | -------------------- | - | - | - | - | -- | -- | --- | -- |
| 1  | Deportes Ovalle      | 6 | 4 | 1 | 1 | 10 | 5  | +5  | 13 |
| 2  | Barnechea            | 6 | 3 | 1 | 2 | 13 | 7  | +6  | 10 |
| 3  | Municipal Mejillones | 6 | 3 | 1 | 2 | 12 | 10 | +2  | 10 |
| 4  | Deportes Peñalolén   | 6 | 0 | 1 | 5 | 3  | 16 | −13 | 1  |

| Nr | Lag               | S | V | O | F | GM | IM | MS  | P  |
| -- | ----------------- | - | - | - | - | -- | -- | --- | -- |
| 1  | Colchagua         | 6 | 4 | 1 | 1 | 17 | 8  | +9  | 13 |
| 2  | Linares Unido     | 6 | 3 | 2 | 1 | 9  | 6  | +3  | 11 |
| 3  | Fernández Vial    | 6 | 2 | 2 | 2 | 10 | 10 | 0   | 8  |
| 4  | Deportes Valdivia | 6 | 0 | 1 | 5 | 5  | 17 | −12 | 1  |

## Nedflyttningskval
De två lagen som kom på näst sista plats i nedflyttningsserierna gick till nedflyttningskvalet, där de mötte lag från den fjärde högsta divisionen.
- General Velásquez–Fernández Vial 4–4 (2–2 ; 2–2, str: 1–4)
- Provincial Talagante–Municipal Mejillones 3–3 (2–1 ; 1–2, str: 3–4)